# BWF Super Series Finale 2017
Das BWF Super Series Finale 2017 war das abschließende Turnier der BWF Super Series 2017 im Badminton. Es fand vom 13. bis zum 17. Dezember 2017 in Dubai im Hamdan Sports Complex statt.

## Herreneinzel

### Setzliste
1. Son Wan-ho
2. Srikanth Kidambi
3. Shi Yuqi
4. Lee Chong Wei
5. Chou Tien-chen
6. Ng Ka Long
7. Chen Long
8. Viktor Axelsen

### Gruppe A
| Starter       | Pts           | Pld           | W             | L             | SF            | SA            | PF            | PA            |
| ------------- | ------------- | ------------- | ------------- | ------------- | ------------- | ------------- | ------------- | ------------- |
| Lee Chong Wei | 1             | 2             | 1             | 1             | 3             | 2             | 98            | 83            |
| Son Wan-ho    | 1             | 2             | 1             | 1             | 3             | 3             | 108           | 111           |
| Ng Ka Long    | 1             | 2             | 1             | 1             | 2             | 3             | 82            | 94            |
| Chen Long     | zurückgezogen | zurückgezogen | zurückgezogen | zurückgezogen | zurückgezogen | zurückgezogen | zurückgezogen | zurückgezogen |

| Datum        |               | Ergebnis |               | Set 1 | Set 2 | Set 3 |
| ------------ | ------------- | -------- | ------------- | ----- | ----- | ----- |
| 13. Dezember | Son Wan-ho    | w/o      | Chen Long     |       |       |       |
| 13. Dezember | Lee Chong Wei | 2–0      | Ng Ka Long    | 21–14 | 21–13 |       |
| 14. Dezember | Lee Chong Wei | w/o      | Chen Long     |       |       |       |
| 14. Dezember | Son Wan-ho    | 1–2      | Ng Ka Long    | 15–21 | 21–13 | 16–21 |
| 15. Dezember | Ng Ka Long    | w/o      | Chen Long     |       |       |       |
| 15. Dezember | Son Wan-ho    | 2–1      | Lee Chong Wei | 13–21 | 22–20 | 21–15 |

### Gruppe B
| Starter          | Pts | Pld | W | L | SF | SA | PF  | PA  |
| ---------------- | --- | --- | - | - | -- | -- | --- | --- |
| Shi Yuqi         | 3   | 3   | 3 | 0 | 6  | 2  | 158 | 144 |
| Viktor Axelsen   | 2   | 3   | 2 | 1 | 5  | 3  | 154 | 137 |
| Chou Tien-chen   | 1   | 3   | 1 | 2 | 3  | 4  | 130 | 134 |
| Srikanth Kidambi | 0   | 3   | 0 | 3 | 1  | 6  | 118 | 145 |

| Datum        |                  | Ergebnis |                | Set 1 | Set 2 | Set 3 |
| ------------ | ---------------- | -------- | -------------- | ----- | ----- | ----- |
| 13. Dezember | Shi Yuqi         | 2–0      | Chou Tien-chen | 21–19 | 21–17 |       |
| 13. Dezember | Srikanth Kidambi | 0–2      | Viktor Axelsen | 13–21 | 17–21 |       |
| 14. Dezember | Shi Yuqi         | 2–1      | Viktor Axelsen | 13–21 | 21–18 | 21–17 |
| 14. Dezember | Srikanth Kidambi | 0–2      | Chou Tien-chen | 18–21 | 18–21 |       |
| 15. Dezember | Chou Tien-chen   | 1–2      | Viktor Axelsen | 16–21 | 21–14 | 15–21 |
| 15. Dezember | Srikanth Kidambi | 1–2      | Shi Yuqi       | 17–21 | 21–19 | 14–21 |

### Endrunde
|  | Halbfinale | Halbfinale     | Halbfinale | Halbfinale | Halbfinale |  |  | Finale | Finale         | Finale | Finale | Finale |
|  |            |                |            |            |            |  |  |        |                |        |        |        |
|  |            |                |            |            |            |  |  |        |                |        |        |        |
|  | 3          | Shi Yuqi       | 12         | 8          |            |  |  |        |                |        |        |        |
|  | 8          | Viktor Axelsen | 21         | 21         |            |  |  |        |                |        |        |        |
|  |            |                |            |            |            |  |  | 8      | Viktor Axelsen | 19     | 21     | 21     |
|  |            |                |            |            |            |  |  | 4      | Lee Chong Wei  | 21     | 19     | 15     |
|  | 1          | Son Wan-ho     | 17         | 11         |            |  |  |        |                |        |        |        |
|  | 4          | Lee Chong Wei  | 21         | 21         |            |  |  |        |                |        |        |        |
|  |            |                |            |            |            |  |  |        |                |        |        |        |

## Dameneinzel

### Setzliste
1. Akane Yamaguchi
2. Tai Tzu-ying
3. Sung Ji-hyun
4. P. V. Sindhu
5. Ratchanok Intanon
6. He Bingjiao
7. Chen Yufei
8. Sayaka Sato

### Gruppe A
| Starter         | Pts | Pld | W | L | SF | SA | PF  | PA  |
| --------------- | --- | --- | - | - | -- | -- | --- | --- |
| P. V. Sindhu    | 3   | 3   | 3 | 0 | 6  | 1  | 142 | 97  |
| Akane Yamaguchi | 2   | 3   | 2 | 1 | 4  | 3  | 119 | 116 |
| Sayaka Sato     | 1   | 3   | 1 | 2 | 2  | 4  | 98  | 118 |
| He Bingjiao     | 0   | 3   | 0 | 3 | 2  | 6  | 127 | 155 |

| Datum        |                 | Ergebnis |              | Set 1 | Set 2 | Set 3 |
| ------------ | --------------- | -------- | ------------ | ----- | ----- | ----- |
| 13. Dezember | Akane Yamaguchi | 2–0      | Sayaka Sato  | 21–12 | 21–19 |       |
| 13. Dezember | P. V. Sindhu    | 2–1      | He Bingjiao  | 21–11 | 16–21 | 21–18 |
| 14. Dezember | Akane Yamaguchi | 2–1      | He Bingjiao  | 21–14 | 13–21 | 21–8  |
| 14. Dezember | P. V. Sindhu    | 2–0      | Sayaka Sato  | 21–13 | 21–12 |       |
| 15. Dezember | He Bingjiao     | 0–2      | Sayaka Sato  | 18–21 | 16–21 |       |
| 15. Dezember | Akane Yamaguchi | 0–2      | P. V. Sindhu | 9–21  | 13–21 |       |

### Gruppe B
| Starter           | Pts | Pld | W | L | SF | SA | PF  | PA  |
| ----------------- | --- | --- | - | - | -- | -- | --- | --- |
| Ratchanok Intanon | 2   | 3   | 2 | 1 | 5  | 2  | 141 | 125 |
| Chen Yufei        | 2   | 3   | 2 | 1 | 5  | 3  | 147 | 143 |
| Tai Tzu-ying      | 2   | 3   | 2 | 1 | 4  | 3  | 134 | 120 |
| Sung Ji-hyun      | 0   | 3   | 0 | 3 | 0  | 6  | 92  | 126 |

| Datum        |                   | Ergebnis |                   | Set 1 | Set 2 | Set 3 |
| ------------ | ----------------- | -------- | ----------------- | ----- | ----- | ----- |
| 13. Dezember | Sung Ji-hyun      | 0–2      | Ratchanok Intanon | 19–21 | 16–21 |       |
| 13. Dezember | Tai Tzu-ying      | 2–1      | Chen Yufei        | 15–21 | 21–12 | 21–17 |
| 14. Dezember | Sung Ji-hyun      | 0–2      | Chen Yufei        | 16–21 | 13–21 |       |
| 14. Dezember | Tai Tzu-ying      | 0–2      | Ratchanok Intanon | 18–21 | 17–21 |       |
| 15. Dezember | Ratchanok Intanon | 1–2      | Chen Yufei        | 18–21 | 21–13 | 18–21 |
| 15. Dezember | Tai Tzu-ying      | 2–0      | Sung Ji-hyun      | 21–17 | 21–11 |       |

### Endrunde
|  | Halbfinale | Halbfinale        | Halbfinale | Halbfinale | Halbfinale |  |  | Finale | Finale          | Finale | Finale | Finale |
|  |            |                   |            |            |            |  |  |        |                 |        |        |        |
|  |            |                   |            |            |            |  |  |        |                 |        |        |        |
|  | 4          | P. V. Sindhu      | 21         | 21         |            |  |  |        |                 |        |        |        |
|  | 7          | Chen Yufei        | 15         | 18         |            |  |  |        |                 |        |        |        |
|  |            |                   |            |            |            |  |  | 4      | P. V. Sindhu    | 21     | 12     | 19     |
|  |            |                   |            |            |            |  |  | 1      | Akane Yamaguchi | 15     | 21     | 21     |
|  | 1          | Akane Yamaguchi   | 17         | 21         | 21         |  |  |        |                 |        |        |        |
|  | 5          | Ratchanok Intanon | 21         | 12         | 19         |  |  |        |                 |        |        |        |
|  |            |                   |            |            |            |  |  |        |                 |        |        |        |

## Herrendoppel

### Setzliste
1. Markus Fernaldi Gideon / Kevin Sanjaya Sukamuljo
2. Mathias Boe / Carsten Mogensen
3. Li Junhui / Liu Yuchen
4. Liu Cheng / Zhang Nan
5. Takeshi Kamura / Keigo Sonoda
6. Mads Conrad-Petersen / Mads Pieler Kolding
7. Lee Jhe-huei / Lee Yang
8. Takuro Hoki / Yugo Kobayashi

### Gruppe A
| Pair                                           | Pts | Pld | W | L | SF | SA | PF  | PA  |
| ---------------------------------------------- | --- | --- | - | - | -- | -- | --- | --- |
| Takeshi Kamura Keigo Sonoda                    | 3   | 3   | 3 | 0 | 6  | 0  | 126 | 96  |
| Markus Fernaldi Gideon Kevin Sanjaya Sukamuljo | 2   | 3   | 2 | 1 | 4  | 3  | 137 | 119 |
| Mads Conrad-Petersen Mads Pieler Kolding       | 1   | 3   | 1 | 2 | 2  | 4  | 92  | 111 |
| Li Junhui Liu Yuchen                           | 0   | 3   | 0 | 3 | 1  | 6  | 116 | 145 |

| Datum        |                                                | Ergebnis |                                          | Set 1 | Set 2 | Set 3 |
| ------------ | ---------------------------------------------- | -------- | ---------------------------------------- | ----- | ----- | ----- |
| 13. Dezember | Markus Fernaldi Gideon Kevin Sanjaya Sukamuljo | 2–0      | Mads Conrad-Petersen Mads Pieler Kolding | 21–6  | 21–16 |       |
| 13. Dezember | Li Junhui Liu Yuchen                           | 0–2      | Takeshi Kamura Keigo Sonoda              | 17–21 | 17–21 |       |
| 14. Dezember | Li Junhui Liu Yuchen                           | 0–2      | Mads Conrad-Petersen Mads Pieler Kolding | 14–21 | 13–21 |       |
| 14. Dezember | Markus Fernaldi Gideon Kevin Sanjaya Sukamuljo | 0–2      | Takeshi Kamura Keigo Sonoda              | 17–21 | 17–21 |       |
| 15. Dezember | Takeshi Kamura Keigo Sonoda                    | 2–0      | Mads Conrad-Petersen Mads Pieler Kolding | 21–9  | 21–19 |       |
| 15. Dezember | Markus Fernaldi Gideon Kevin Sanjaya Sukamuljo | 2–1      | Li Junhui Liu Yuchen                     | 19–21 | 21–16 | 21–18 |

### Gruppe B
| Pair                         | Pts | Pld | W | L | SF | SA | PF  | PA  |
| ---------------------------- | --- | --- | - | - | -- | -- | --- | --- |
| Liu Cheng Zhang Nan          | 3   | 3   | 3 | 0 | 6  | 1  | 150 | 123 |
| Mathias Boe Carsten Mogensen | 2   | 3   | 2 | 1 | 4  | 2  | 115 | 107 |
| Lee Jhe-huei Lee Yang        | 1   | 3   | 1 | 2 | 3  | 5  | 149 | 160 |
| Takuro Hoki Yugo Kobayashi   | 0   | 3   | 0 | 3 | 1  | 6  | 117 | 141 |

| Datum        |                              | Ergebnis |                            | Set 1 | Set 2 | Set 3 |
| ------------ | ---------------------------- | -------- | -------------------------- | ----- | ----- | ----- |
| 13. Dezember | Liu Cheng Zhang Nan          | 2–1      | Lee Jhe-huei Lee Yang      | 21–19 | 24–26 | 21–14 |
| 13. Dezember | Mathias Boe Carsten Mogensen | 2–0      | Takuro Hoki Yugo Kobayashi | 21–18 | 21–14 |       |
| 14. Dezember | Liu Cheng Zhang Nan          | 2–0      | Takuro Hoki Yugo Kobayashi | 21–18 | 21–15 |       |
| 14. Dezember | Mathias Boe Carsten Mogensen | 2–0      | Lee Jhe-huei Lee Yang      | 21–14 | 21–19 |       |
| 15. Dezember | Lee Jhe-huei Lee Yang        | 2–1      | Takuro Hoki Yugo Kobayashi | 15–21 | 21–15 | 21–16 |
| 15. Dezember | Mathias Boe Carsten Mogensen | 0–2      | Liu Cheng Zhang Nan        | 18–21 | 13–21 |       |

### Endrunde
|  | Halbfinale | Halbfinale                                     | Halbfinale | Halbfinale | Halbfinale |  |  | Finale | Finale                                         | Finale | Finale | Finale |
|  |            |                                                |            |            |            |  |  |        |                                                |        |        |        |
|  |            |                                                |            |            |            |  |  |        |                                                |        |        |        |
|  | 5          | Takeshi Kamura Keigo Sonoda                    | 10         | 21         | 16         |  |  |        |                                                |        |        |        |
|  | 1          | Markus Fernaldi Gideon Kevin Sanjaya Sukamuljo | 21         | 18         | 21         |  |  |        |                                                |        |        |        |
|  |            |                                                |            |            |            |  |  | 1      | Markus Fernaldi Gideon Kevin Sanjaya Sukamuljo | 21     | 21     |        |
|  |            |                                                |            |            |            |  |  | 4      | Liu Cheng Zhang Nan                            | 16     | 15     |        |
|  | 2          | Mathias Boe Carsten Mogensen                   | 17         | 16         |            |  |  |        |                                                |        |        |        |
|  | 4          | Liu Cheng Zhang Nan                            | 21         | 21         |            |  |  |        |                                                |        |        |        |
|  |            |                                                |            |            |            |  |  |        |                                                |        |        |        |

## Damendoppel

### Setzliste
1. Shiho Tanaka / Koharu Yonemoto
2. Yuki Fukushima / Sayaka Hirota
3. Chen Qingchen / Jia Yifan
4. Kamilla Rytter Juhl / Christinna Pedersen
5. Chang Ye-na / Lee So-hee
6. Jung Kyung-eun / Shin Seung-chan
7. Huang Yaqiong / Yu Xiaohan
8. Hsu Ya-ching / Wu Ti-jung

### Gruppe A
| Pair                         | Pts | Pld | W | L | SF | SA | PF  | PA  |
| ---------------------------- | --- | --- | - | - | -- | -- | --- | --- |
| Shiho Tanaka Koharu Yonemoto | 2   | 3   | 2 | 1 | 4  | 2  | 110 | 104 |
| Huang Yaqiong Yu Xiaohan     | 2   | 3   | 2 | 1 | 4  | 3  | 132 | 122 |
| Chen Qingchen Jia Yifan      | 1   | 3   | 1 | 2 | 3  | 4  | 126 | 131 |
| Chang Ye-na Lee So-hee       | 1   | 3   | 1 | 2 | 2  | 4  | 99  | 110 |

| Datum        |                              | Ergebnis |                          | Set 1 | Set 2 | Set 3 |
| ------------ | ---------------------------- | -------- | ------------------------ | ----- | ----- | ----- |
| 13. Dezember | Shiho Tanaka Koharu Yonemoto | 0–2      | Chang Ye-na Lee So-hee   | 16–21 | 10–21 |       |
| 13. Dezember | Chen Qingchen Jia Yifan      | 1–2      | Huang Yaqiong Yu Xiaohan | 14–21 | 21–16 | 19–21 |
| 14. Dezember | Shiho Tanaka Koharu Yonemoto | 2–0      | Huang Yaqiong Yu Xiaohan | 21–16 | 21–16 |       |
| 14. Dezember | Chen Qingchen Jia Yifan      | 2–0      | Chang Ye-na Lee So-hee   | 21–14 | 21–17 |       |
| 15. Dezember | Chang Ye-na Lee So-hee       | 0–2      | Huang Yaqiong Yu Xiaohan | 12–21 | 14–21 |       |
| 15. Dezember | Shiho Tanaka Koharu Yonemoto | 2–0      | Chen Qingchen Jia Yifan  | 21–15 | 21–15 |       |

### Gruppe B
| Pair                                    | Pts | Pld | W | L | SF | SA | PF  | PA  |
| --------------------------------------- | --- | --- | - | - | -- | -- | --- | --- |
| Yuki Fukushima Sayaka Hirota            | 3   | 3   | 3 | 0 | 6  | 0  | 126 | 81  |
| Kamilla Rytter Juhl Christinna Pedersen | 2   | 3   | 2 | 1 | 4  | 3  | 128 | 122 |
| Jung Kyung-eun Shin Seung-chan          | 1   | 3   | 1 | 2 | 2  | 5  | 118 | 125 |
| Hsu Ya-ching Wu Ti-jung                 | 0   | 3   | 0 | 3 | 2  | 6  | 119 | 163 |

| Datum        |                                         | Ergebnis |                                         | Set 1 | Set 2 | Set 3 |
| ------------ | --------------------------------------- | -------- | --------------------------------------- | ----- | ----- | ----- |
| 13. Dezember | Yuki Fukushima Sayaka Hirota            | 2–0      | Hsu Ya-ching Wu Ti-jung                 | 21–13 | 21–13 |       |
| 13. Dezember | Kamilla Rytter Juhl Christinna Pedersen | 2–0      | Jung Kyung-eun Shin Seung-chan          | 21–18 | 21–10 |       |
| 14. Dezember | Yuki Fukushima Sayaka Hirota            | 2–0      | Jung Kyung-eun Shin Seung-chan          | 21–18 | 21–13 |       |
| 14. Dezember | Kamilla Rytter Juhl Christinna Pedersen | 2–1      | Hsu Ya-ching Wu Ti-jung                 | 20–22 | 21–13 | 21–17 |
| 15. Dezember | Jung Kyung-eun Shin Seung-chan          | 2–1      | Hsu Ya-ching Wu Ti-jung                 | 21–9  | 17–21 | 21–11 |
| 15. Dezember | Yuki Fukushima Sayaka Hirota            | 2–0      | Kamilla Rytter Juhl Christinna Pedersen | 21–12 | 21–12 |       |

### Endrunde
|  | Halbfinale | Halbfinale                              | Halbfinale | Halbfinale | Halbfinale |  |  | Finale | Finale                       | Finale | Finale | Finale |
|  |            |                                         |            |            |            |  |  |        |                              |        |        |        |
|  |            |                                         |            |            |            |  |  |        |                              |        |        |        |
|  | 2          | Yuki Fukushima Sayaka Hirota            | 21         | 21         |            |  |  |        |                              |        |        |        |
|  | 7          | Huang Yaqiong Yu Xiaohan                | 13         | 14         |            |  |  |        |                              |        |        |        |
|  |            |                                         |            |            |            |  |  | 2      | Yuki Fukushima Sayaka Hirota | 16     | 15     |        |
|  |            |                                         |            |            |            |  |  | 1      | Shiho Tanaka Koharu Yonemoto | 21     | 21     |        |
|  | 4          | Kamilla Rytter Juhl Christinna Pedersen | 19         | 19         |            |  |  |        |                              |        |        |        |
|  | 1          | Shiho Tanaka Koharu Yonemoto            | 21         | 21         |            |  |  |        |                              |        |        |        |
|  |            |                                         |            |            |            |  |  |        |                              |        |        |        |

## Mixed

### Setzliste
1. Zheng Siwei / Chen Qingchen
2. Wang Yilu / Huang Dongping
3. Tontowi Ahmad / Liliyana Natsir
4. Tang Chun Man / Tse Ying Suet
5. Praveen Jordan / Debby Susanto
6. Chris Adcock / Gabrielle Adcock
7. Tan Kian Meng / Lai Pei Jing
8. Kenta Kazuno / Ayane Kurihara

### Gruppe A
| Pair                         | Pts | Pld | W | L | SF | SA | PF  | PA  |
| ---------------------------- | --- | --- | - | - | -- | -- | --- | --- |
| Zheng Siwei Chen Qingchen    | 3   | 3   | 3 | 0 | 6  | 1  | 145 | 105 |
| Tang Chun Man Tse Ying Suet  | 2   | 3   | 2 | 1 | 4  | 4  | 142 | 135 |
| Kenta Kazuno Ayane Kurihara  | 1   | 3   | 1 | 2 | 3  | 4  | 113 | 130 |
| Praveen Jordan Debby Susanto | 0   | 3   | 0 | 3 | 2  | 6  | 129 | 159 |

| Datum        |                              | Ergebnis |                              | Set 1 | Set 2 | Set 3 |
| ------------ | ---------------------------- | -------- | ---------------------------- | ----- | ----- | ----- |
| 13. Dezember | Tang Chun Man Tse Ying Suet  | 2–1      | Praveen Jordan Debby Susanto | 21–13 | 14–21 | 21–16 |
| 13. Dezember | Zheng Siwei Chen Qingchen    | 2–0      | Kenta Kazuno Ayane Kurihara  | 21–16 | 21–12 |       |
| 14. Dezember | Tang Chun Man Tse Ying Suet  | 2–1      | Kenta Kazuno Ayane Kurihara  | 21–16 | 16–21 | 21–6  |
| 14. Dezember | Zheng Siwei Chen Qingchen    | 2–1      | Praveen Jordan Debby Susanto | 21–12 | 19–21 | 21–16 |
| 15. Dezember | Praveen Jordan Debby Susanto | 0–2      | Kenta Kazuno Ayane Kurihara  | 13–21 | 17–21 |       |
| 15. Dezember | Zheng Siwei Chen Qingchen    | 2–0      | Tang Chun Man Tse Ying Suet  | 21–10 | 21–18 |       |

### Gruppe B
| Pair                          | Pts | Pld | W | L | SF | SA | PF  | PA  |
| ----------------------------- | --- | --- | - | - | -- | -- | --- | --- |
| Wang Yilu Huang Dongping      | 3   | 3   | 3 | 0 | 6  | 1  | 137 | 95  |
| Tontowi Ahmad Liliyana Natsir | 2   | 3   | 2 | 1 | 5  | 3  | 143 | 142 |
| Chris Adcock Gabrielle Adcock | 1   | 3   | 1 | 2 | 3  | 4  | 126 | 131 |
| Tan Kian Meng Lai Pei Jing    | 0   | 3   | 0 | 3 | 0  | 6  | 88  | 126 |

| Datum        |                               | Ergebnis |                               | Set 1 | Set 2 | Set 3 |
| ------------ | ----------------------------- | -------- | ----------------------------- | ----- | ----- | ----- |
| 13. Dezember | Wang Yilu Huang Dongping      | 2–0      | Tan Kian Meng Lai Pei Jing    | 21–12 | 21–11 |       |
| 13. Dezember | Tontowi Ahmad Liliyana Natsir | 2–1      | Chris Adcock Gabrielle Adcock | 21–18 | 18–21 | 21–14 |
| 14. Dezember | Wang Yilu Huang Dongping      | 2–0      | Chris Adcock Gabrielle Adcock | 21–14 | 21–17 |       |
| 14. Dezember | Tontowi Ahmad Liliyana Natsir | 2–0      | Tan Kian Meng Lai Pei Jing    | 21–17 | 21–19 |       |
| 15. Dezember | Chris Adcock Gabrielle Adcock | 2–0      | Tan Kian Meng Lai Pei Jing    | 21–13 | 21–16 |       |
| 15. Dezember | Wang Yilu Huang Dongping      | 2–1      | Tontowi Ahmad Liliyana Natsir | 21–9  | 11–21 | 21–11 |

### Endrunde
|  | Halbfinale | Halbfinale                    | Halbfinale | Halbfinale | Halbfinale |  |  | Finale | Finale                      | Finale | Finale | Finale |
|  |            |                               |            |            |            |  |  |        |                             |        |        |        |
|  |            |                               |            |            |            |  |  |        |                             |        |        |        |
|  | 2          | Wang Yilu Huang Dongping      | 21         | 18         | 17         |  |  |        |                             |        |        |        |
|  | 4          | Tang Chun Man Tse Ying Suet   | 18         | 21         | 21         |  |  |        |                             |        |        |        |
|  |            |                               |            |            |            |  |  | 4      | Tang Chun Man Tse Ying Suet | 15     | 20     |        |
|  |            |                               |            |            |            |  |  | 1      | Zheng Siwei Chen Qingchen   | 21     | 22     |        |
|  | 3          | Tontowi Ahmad Liliyana Natsir | 12         | 17         |            |  |  |        |                             |        |        |        |
|  | 1          | Zheng Siwei Chen Qingchen     | 21         | 21         |            |  |  |        |                             |        |        |        |
|  |            |                               |            |            |            |  |  |        |                             |        |        |        |